# Dogielinoides golikovi
Dogielinoides golikovi is een vlokreeftensoort uit de familie van de Dogielinotidae. De wetenschappelijke naam van de soort is voor het eerst geldig gepubliceerd in 1979 door Kudrjaschov.